# Müjde Ar
Müjde Ar (Kâmile Suat Ebrem, 21 de junio de 1954 en Estambul) es una actriz de cine turca. Ha recibido varios premios y nominaciones a lo largo de su carrera, de los que destacan el "Golden Orange" en el Festival de Cine de Antalya y el premio a la mejor actriz otorgado por la Asociación de Críticos de Cine de Turquía.

## Biografía

### Primeros años
Es la hija mayor del dramaturgo y compositor Aysel Gürel. Dejó la universidad a los veinte años mientras estudiaba literatura y lengua alemana en la Universidad de Estambul. A los 21 años se casó con el productor de televisión Samim Değer y empezó a desempeñarse como modelo antes de aparecer en producciones cinematográficas de serie B en su país.

### Carrera
Tras participar en casi un centenar de películas entre las décadas de 1970 y 1980, su reconocimiento llegó en 1984 en la película de Yavuz Turgul Fahriye Abla (Hermana Fahriye). Fahriye Abla fue la adaptación cinematográfica del poema del mismo nombre de Ahmed Muhip Dranas.
Su interpretación de una mujer rebelde, moderna, sensual e independiente en sus películas después de Fahriye Abla fue muy bien recibida por la audiencia turca. En ese momento era consideraba una revolución en un cine turco relativamente conservador, cuando las mujeres interpretaban en su mayoría papeles de reparto. Ar se convirtió entonces en objeto de culto del cine femenino y tomó el liderazgo de muchas películas de renombrados directores turcos como Atıf Yılmaz, Halit Refiğ, Başar Sabuncu y Ertem Eğilmez. Su filmografía incluye películas como Dul Bir Kadın (Viuda), Dağınık Yatak (Cama desordenada), Ahhh Belinda, Adı Vasfiye (Su nombre era Vasfiye), Asiye Nasıl Kurtulur (¿Quién salvará a Asiye?), Asılacak Kadın (Mujer para colgar), Teyzem (Tía), Karşılaşma (Encuentro) y Ağır Roman (Ficción pesada).

## Plano personal
Desde finales de los años 1970 sostuvo una relación con el director de cine Ertem Eğilmez. En 1980 inició una relación con el compositor Atilla Özdemiroğlu que se prolongaría hasta 1995. En 2005, Müjde Ar contrajo matrimonio con el político Ercan Karakaş.

## Filmografía

### Cine y televisión
| - 2018 - Şahsiyet - 2009 - Bozkirda Deniz Kabugu - 2008 - Kilit - 2006 - Kus dili (TV) - 2005 - Egreti gelin - 2003 - Serseri asiklar (TV) - 2003 - Alacakaranlik (TV) - 2000 - Karakolda ayna var (TV) - 2000 - Komser Sekspir - 2000 - Dar Alanda Kisa Paslasmalar - 1997 - Agir Roman - 1993 - Yolcu - 1988 - Arabesk - 1988 - Kaçamak - 1987 - Afife Jale - 1986 - Aaahh Belinda - 1986 - Asilacak kadin - 1986 - Kupa kizi - 1986 - Vasif Öngören: Asiye nasil kurtulur - 1986 - Teyzem - 1985 - Adi Vasfiye - 1985 - Çiplak Vatandas - 1985 - Dul bir kadin - 1984 - Daginik yatak - 1984 - Fahriye Abla - 1984 - Gizli duygular - 1983 - Aile kadini - 1983 - Ask adasi - 1983 - Günesin tutuldugu gün - 1983 - Salvar Davasi - 1982 - Çirkinler de sever - 1982 - Göl - 1982 - Iffet - 1981 - Ah güzel Istanbul | - 1981 - Deli kan - 1981 - Feryada gücüm yok - 1981 - Kir gönlünün zincirini - 1979 - Aski ben mi yarattim - 1979 - Lanet - 1978 - Günesten de sicak - 1978 - Kaybolan yillar - 1978 - Sahit - 1978 - Töre - 1978 - Uyanis - 1978 - Kibar Feyzo - 1978 - Tokat - 1977 - Nehir - 1977 - Sarmasdolas - 1977 - Tatli kaçik - 1977 - Vahsi sevgili - 1977 - Kizini dövmeyen dizini döver - 1977 - Selâm dostum - 1977 - Gülen Gözler - 1977 - Tasra kizi - 1976 - Adali kiz - 1976 - Deli gibi sevdim - 1976 - Gel barisalim - 1976 - Maglup edilemeyenler - 1976 - Öyle Olsun - 1976 - Tosun Pasa - 1975 - Babacan - 1975 - Baldiz - 1975 - Batsin bu dünya - 1975 - Köçek - 1975 - Pisi pisi - 1974 - Ask-i memnu (TV) - 1974 - Sayili kabadayilar |